# Гебраизм (филология)
Гебраи́зм — заимствование или калька из древнееврейского языка. Источником заимствования также может быть современный иврит.

## Примеры гебраизмов в русском языке

### Заимствования через греческий язык
Некоторые заимствования из иврита в русский попали через греческий язык.
Например,
- ивр. שק (sak) («мешок») > др.-греч. σάκκος «мешок» > русск. сак, сачок[2]
- ивр. כד (kad) («кувшин»)> др.-греч. κάδος «ваза, кувшин» > русск. «кадка», «кадушка»[3].

### Религиозные обряды
Большое количество гебраизмов попало в русский язык из Библии либо связано с религиозной терминологией.
Например, Мессия от Машиах (ивр. משיח (mashíah)‎ «помазанный»); аллилуйя, серафим, херувим, Геенна (от названия места) и многие другие слова.

### Заимствования через арабский
Целая группа слов попала в русский язык через арабский. Например, шайтан («чёрт») — из ивр. שטן‎ сатан (ср. сатана).

### Фразеологизмы
Из Библии в русский язык попало множество устойчивых выражений.
Например, в поте лица (Быт. 3:19), на свою голову (Сир. 27:28) и другие.
Глас вопиющего в пустыне (Ис. 40:3) — Голос глашатая в пустыне (перевод РБО).

### Имена собственные
Большое количество русских (и вообще европейских) имён имеет библейское ивритское происхождение. Например, имена Иван, Анна, Семён, Михаил имеют еврейские корни. Все имена, содержащие суффикс «-эль», как например, Михаэль, Габриэль, Даниэль, Ариэль, Исраэль, Рафаэль, в христианских странах обрели свои феминитивы: Михаэлла, Габриэлла, Даниэлла, Ариэлла, и т. д.

### Идиш
Некоторые слова семитского происхождения попали в русский язык через идиш: талес, хохма и другие. Многие из этих слов исходно были частью воровского жаргона («фени»), где количество заимствований из идиша и ашкеназского иврита особенно заметно.
Например:
- «ксива» («документ») — идиш כתיבה [ksívə] «орнаментальное письмо»
- «малина» («бункер, убежище, укрытие», «конура») — возможно, от ивр. מלונה «хижина»
- «плейтовать» («сбегать, удирать») — идиш מאַכן פּליטה [máxn̩ plejtə] «удирать»
- «хавир» («тот, кому передается украденный бумажник в случае тревоги») — идиш חבר [xávər] «друг»
- «хевра» («воровская банда») — идиш חברה [xévrə] «компания»
- «хохма» («анекдот, шутка») — идиш חכמה [xóxmə] «мудрость, шутка»
- «шахер-махер» («мошенническая сделка») — нем. идиш שׂאַכערן [sáchərn] «торговать»
- «шитвис/шутвис» («воровская банда») — идиш שותפות [ʃútfəs], [ʃítfəs]) «партнёрство»
- «шмира» («охрана») — идиш שמירה [ʃmírə] «охрана, талисман»

### Заимствования из современного иврита
В русский язык из современного иврита в последние десятилетия попало некоторое количество слов.
Например, кибуц, кнессет, алия, ульпан.